# Y Rhyl
Y Rhyl (anglès: Rhyl) és una localitat d'uns 25.150 habitants situada sobre la costa nord de Gal·les, prop de la desembocadura del riu Clwyd, a uns 80 km de Liverpool. Abocada al mar d'Irlanda, Y Rhyl és una de les estacions balneàries més freqüentades de la Gran Bretanya. Forma part del comtat de Denbighshire.

## Etimologia
No es coneix del tot l'origen del topònim "Rhyl". Tanmateix, el terme apareix en documents antics amb diverses variants: Hulle (1292), Hul (1296), Ryhull (1301), Hyll (1506), Hull (1508), [Leidiart] yr Hyll (1597), Rhil (1706), Rhûl (1749), Rhul (1773) Rhyll (1830), i Rhyl (1840). El nom sembla que és un híbrid entre la paraula anglesa "hill" (turó) i l'article definit gal·lès "y". El significat exacte del nom no és clar i no hi ha cap turó a la vora. És possiblement una referència a un monticle o lloc lleugerament elevat en la regió, que és pantanosa. Alguns documents fan referència a una casa anomenada Tŷ'n yr haul, que significa "Casa al sol".

## Transport
L'estació de ferrocarril d'Y Rhyl està en la North Wales Coast Line i rep servei dels trens proporcionats per Virgin Trains entre Holyhead i London Euston. Arriva Trains Wales presta el servei fins a Cardiff Central passant per Newport i Crewe, i també fins a Manchester Piccadilly. Altres estacions properes són Abergele & Pensarn, Prestatyn, Flint, Colwyn Bay i Llandudno Junction. Y Rhyl té trens directes d'Arriva Trains Wales i de Virgin Trains fins a Holyhead, des d'on Stena Line o Irish Ferries tenen connexió amb el port de Dublín.
La carretera A548 creua la ciutat, enllaçant a Abergele amb la carretera A55 que va de Holyhead a Chester. La carretera A425 va cap al sud de la localitat fins a Rhuddlan, St Asaph i Ruthin. Diverses línies d'autobús d'Arriva Wales ressegueixen la carretera principal de la costa entre Chester i Holyhead, enllaçant els centres turístics costaners. També hi ha una ruta d'autobús entre Y Rhyl i Denbigh.